# Synodus macrops
Anoli croix
Espèce
Statut de conservation UICN

 LC 28 juin 2018 : Préoccupation mineure
Synodus macrops, l’Anoli croix, est une espèce de poissons de la famille des Synodontidae.

## Systématique
L'espèce Synodus macrops a été décrite pour la première fois en 1917 par Shigeho Tanaka.

## Distribution
Cette espèce se croise dans l'océan Indien, plus particulièrement au large des côtes de la mer d'Arabie, de l'Australie, ainsi que dans l'Océan Pacifique, au large de l'Indonésie, de la Chine et du Japon à des profondeurs variant entre 35 et 200 m.

## Description
Synodus macrops peut mesurer jusqu'à 20 cm, bien que sa taille moyenne se situe plutôt aux alentours des 10 cm.
Synodus macrops chasse en enfouissant son corps dans les sédiments et en capturant les proies qui passent à proximité.

## Étymologie
Son épithète spécifique, macrops, vient de macro « grand, large » et ops « œil », faisant référence au fait que la taille de l'œil est la même que celle du nez.

## Comportement

### Parasites
Synodus macrops est sujet à l'ectoparasitisme de plusieurs copépodes, comme Metataeniacanthus aquilonius

## Publication originale
- (ja) S. Tanaka, « [Six new species of Japanese fishes] », Dōbutsugaku Zasshi, Tokyo, vol. 29, no 340,‎ 37-40, p. 37-40 (ISSN 0044-5118).